# Adrian Heath
Adrian Paul Heath (* 11. Januar 1961 in Stoke-on-Trent) ist ein ehemaliger englischer Fußballspieler und aktueller -trainer. Der klein gewachsene offensive Mittelfeldspieler, der auch als Stürmer eingesetzt werden konnte, galt als technisch versiert und mit einer guten Übersicht ausgestattet. Mit dem FC Everton verzeichnete er Mitte der 1980er-Jahre seine größten Erfolge, als er 1985 und 1987 zwei englische Meisterschaften und 1984 den FA Cup gewann.
1996 wechselte Heath ins Trainerfach, indem er bei seinem damaligen Verein FC Burnley zunächst als Spielertrainer fungierte. Seit 2008 ist er im US-amerikanischen Fußball unterwegs. Er war zunächst Trainer bei Austin Aztex; seit 2011 trainiert er das Franchise Orlando City, das bis 2014 in der United Soccer League gespielt hat und seit 2015 in der Major League Soccer startet.

## Sportlicher Werdegang

### Spielerlaufbahn

#### Stoke City (1979–1982)
Heath absolvierte seine ersten Profifußballspiele für Stoke City. Noch vor der Unterzeichnung eines Profivertrags im Januar 1979 hatte er im Oktober 1978 gegen den FC Fulham (0:2) in der ersten Mannschaft, die damals in der zweiten Liga spielte, debütiert. Beim Aufstieg nach Ablauf der Saison 1978/79 war mit insgesamt zwei Second-Division-Einsätzen zwar nur eine Randfigur, aber in der höchsten englischen Spielklasse angekommen entwickelte er sich dort in den folgenden beiden Jahren zum Stammspieler. Dabei trug er mit fünf und im zweiten Jahr mit sechs Ligatoren dazu bei, dass die „Potters“ zunächst recht knapp den Klassenerhalt und danach einen komfortablen elften Rang bei ausgeglichenem Punktestand errangen. Weitere fünf Tore gelangen Heath zu Beginn der Saison 1981/82, bevor er Stoke City letztlich verließ. Dazu hatte er sich in der englischen U-21-Auswahl zu einer festen Größe entwickelt, später mit seinem Einsatz im Finalrückspiel der Europameisterschaft 1982 gegen Deutschland (2:3 nach einem 3:1-Hinspielsieg) einen Beitrag zum Titelgewinn geleistet.

#### FC Everton (1982–1988)
Für 700.000 Pfund wechselte „Inchy“, wie Heath angesichts seiner geringen Körpergröße genannt wurde, im Januar 1982 zum FC Everton. In der Mannschaft des gerade einmal 35-jährigen Trainers Howard Kendall, der seit Beginn der Saison 1981/82 die Geschicke der „Toffees“ zu lenken begonnen hatte, fand er zu Beginn nur zaghaft seine Rolle. Da er weder ein Stürmer klassischer Prägung noch ein gewöhnlicher Mittelfeldspieler war, hatte er mit Startschwierigkeiten zu kämpfen, war dann aber zur Mitte der 1980er-Jahre einer der Schlüsselspieler in einem Team, das zahlreiche bedeutende Titel gewann. Dabei wird sein Name besonders mit zwei Momenten in Verbindung gebracht. Bei seinem ersten sportlichen Höhepunkt sorgte er im Januar 1984 für ein spätes Ausgleichstor gegen Oxford United, das vielen Everton-Anhängern zu dieser Zeit als Startpunkt auf dem Weg zu den folgenden Titeln galt – über eine mögliche Entlassung von Kendall war im Falle einer Niederlage spekuliert worden. Wenige Monate später sorgte er im Halbfinale des FA Cups per Kopfball gegen den FC Southampton für den 1:0-Siegtreffer in der Verlängerung, wodurch der FC Everton erstmals nach 16 Jahren wieder das Pokalendspiel erreichte, das wiederum mit Heath gegen den FC Watford gewonnen wurde und dem Klub den ersten „Major Title“ nach 1970 bescherte.
Zu Beginn der anschließenden Saison 1984/85 zeigte sich Heath formstark und schoss elf Tore in 17 Ligaspielen, bevor ihn eine schwere Knieverletzung aus einem Zweikampf mit Brian Marwood von Sheffield Wednesday für die restliche Spielzeit außer Gefecht setzte. Dadurch verpasste er sowohl die entscheidende Phase beim Gewinn der englischen Meisterschaft 1985 als auch alle Partien ab und inklusive des Viertelfinales auf dem Weg zum Sieg im europäischen Pokalsiegerwettbewerb. Darüber hinaus verhinderte die Blessur eine mögliche Nominierung in den A-Kader der englischen Nationalmannschaft.
Nach einer knapp verpassten Titelverteidigung in der Saison 1985/86 als Zweitplatzierter, in der Heath in 24 von 36 Ligapartien in der Startelf gestanden hatte, fand er in der Spielzeit 1986/87 zu seiner Rolle als Stammspieler zurück. Zum Gewinn seiner zweiten englischen Meisterschaft steuerte er elf Tore bei und war damit hinter Trevor Steven und Kevin Sheedy drittbester Schütze des FC Everton. Etwas mehr als ein Jahr agierte er danach noch in Liverpool, bevor es ihn im November 1988 zum spanischen Erstligisten Espanyol Barcelona zog.

#### Letzte Karrierestationen (1988–1996)
Die Zeit in Barcelona stand für Heath unter keinem guten Stern. Er stieg mit dem Klub, der seit der UEFA-Pokal-Finalniederlage 1988 kollektiv verunsichert schien, aus der Primera División ab und kehrte im August 1989 nach England zurück – die Statistik verzeichnete nur ein einziges Ligator in 24 Einsätzen während seines Spanien-Ausflugs.
Bei seiner nächsten Station Aston Villa fand er ebenso wenig sein Glück und wurde nach acht Startelf-Auftritten in den ersten neun Ligapartien von Trainer Graham Turner weitgehend nicht mehr eingesetzt. Kurz nach der Jahreswende 1990/91 wechselte Heath zu Manchester City, wo er erneut auf Trainer Kendall traf, der darüber hinaus eine Reihe weiterer ehemaliger Weggefährten der erfolgreichen Everton-Zeit verpflichtete. Vor allem in der anschließenden Saison 1991/92 bildete er mit Niall Quinn eine kontrastreiche Sturmpartnerschaft; im Gegensatz zu dem groß gewachsenen und kopfballstarken Quinn setzte Heath mehr auf seine Schnelligkeit und Wendigkeit. Bemängelt wurde dabei von Seiten der Anhänger seine geringe Torquote, die sich besonders in einer „Flaute“ von 46 Spielen ohne Treffer äußerte und stetige Forderungen nach dem beliebteren Clive Allen auslöste. Im Verlauf der Saison 1991/92 verlor Heath seinen Stammplatz an Mike Sheron, woraufhin er im März 1992 für kurze Zeit zu Stoke City zurückging, das mittlerweile nur noch in der dritten Liga spielte. In den verbleibenden Begegnungen erreichte Heath mit Stoke die Play-off-Spiele, in denen er bereits im Halbfinale an Stockport County scheiterte.
Ablösefrei ging Heath im August 1992 dann zum Drittligakonkurrenten FC Burnley. Dort zeigte er sich in den ersten beiden Jahren formstark, verzeichnete in der Saison 1992/93 mit 19 Ligatoren die höchste Ausbeute in seiner aktiven Karriere und stieg im Jahr darauf in die zweite Liga auf. In der Saison 1994/95 wurde er mehr in eine Rolle direkt hinter den beiden Sturmspitzen verschoben, was eine Verringerung seiner Torquote zur Folge hatte. Dazu verletzte er sich schwer an der Achillessehne, weshalb er ab März 1995 pausieren musste und damit die entscheidenden Spiele bis zum Abstieg verpasste. Als Trainer Jimmy Mullen ihn auch in der folgenden Spielzeit 1995/96 nur zögerlich wieder einsetzte, nahm Heath im Dezember 1995 ein drittes Mal die Gelegenheit zur Zusammenarbeit mit Howard Kendall wahr und heuerte beim Zweitligisten Sheffield United an. Das Experiment dort dauerte jedoch nur knapp mehr als zwei Monate an, und nach lediglich fünf Einwechslungen kehrte er nach Burnley zurück, wo man ihm die Position des Spielertrainers angeboten hatte. Mit einigen taktischen Veränderungen, die aber nur wenig an den Resultaten verbesserten, gelang ihm der knappe Klassenerhalt. Nach zwei Einwechslungen zu Beginn der Saison 1996/97 beendete er seine aktive Spielerlaufbahn. Am Ende der Spielzeit belegte er mit den „Clarets“ den neunten Rang, worauf ihn Chris Waddle in seinem Amt beerbte.

### Trainerkarriere
Zwei Jahre nach den ersten „Gehversuchen“ als Spielertrainer wurde er vor Beginn der Saison 1999/2000 als Cheftrainer von Sheffield United verpflichtet. Nur fünf Monate später verließ er den Klub wieder. Später arbeitete er mit seinem engen Freund und ehemaligen Everton-Mannschaftskameraden Peter Reid im Rahmen seines Engagements für den AFC Sunderland, Leeds United und Coventry City zusammen und übernahm bei zuletzt genanntem Klub nach der Entlassung von Reid im Januar 2005 interimistisch dessen Rolle. Anschließend blieb er auch unter Reids Nachfolger Micky Adams für Coventry City aktiv und diente dem Klub im Januar und Februar 2007 ein weiteres Mal als vorübergehender sportlicher Leiter. Als dann Iain Dowie verpflichtet wurde, endete Heaths Zeit in Coventry.
Seine berufliche Zukunft fand Heath danach im US-amerikanischen Fußball, als er im Februar 2008 Trainer des neu gegründeten Klubs Austin Aztex wurde. Der Verein, der in der USL-1 spielte und über Beziehungen zum englischen Klub Stoke City verfügte, wurde drei Jahre später nach Florida umgesiedelt. Dort trat er fortan als Orlando City auf und gewann 2011 mit Trainer Heath in der neu gegründeten USL Professional Division – hinter der MLS und der NASL die dritthöchsten Fußballliga – die Meisterschaft.
Ende 2014 stellte das USL-Pro-Franchise Orlando City seinen Betrieb ein und ging in das neue Major-League-Soccer-Franchise Orlando City über. Heath übernahm auch hier den Posten des Trainers.

## Titel
als Spieler
- Europapokal der Pokalsieger: 1985
- Englische Meisterschaft: 1985, 1987
- Englischer Pokal: 1984
- Charity Shield: 1984, 1985, 1986, 1987
- U-21-Europameisterschaft: 1982

als Trainer
- USL-Pro-Meisterschaft: 2011